# Serra d’El-Rei
Serra d’El-Rei (Altertümliches Portugiesisch für: Anhöhen des Königs) ist ein Ort und eine Gemeinde an der Küste Zentral-Portugals.

## Geschichte
Funde belegen eine vorgeschichtliche Anwesenheit des Menschen seit der Jungsteinzeit, auch Siedlungsspuren der Castrokultur, der Phönizier, antiker Griechen, Keltiberer und Römer sind zu finden. Die Römer errichteten hier einen Neptun gewidmeten Tempel. 711 wurde das Gebiet arabisch.
Das Gebiet der heutigen Gemeinde Serra d’El-Rei wurde von Portugals erstem König D.Afonso Henriques im Zuge der Reconquista erobert. 1160 gab er es 1160 an Wilhelmo Lacorne, als Anerkennung für dessen Verdienste bei der erfolgreichen Belagerung von Lissabon und zur Wiederbesiedlung durch Franken und Galicier. 1168 erhielt Atouguia da Baleia erste Stadtrechte und wurde Sitz des Verwaltungskreises, zu dem auch das heutige Gemeindegebiet von Serra d’El-Rei gehörte.
Der Ort war zunächst als Serra da Pescaria oder Serra a par d’Atouguia bekannt, bis sich ab dem 14. Jahrhundert die Könige Portugals dem Ort zuwandten und hier jagten und fischten. Vor allem Dom Pedro (1320–1367) verbrachte hier große Teile seiner Jugend, ließ hier später ein Burgschloss errichten, und verlebte hier einige Momente des Glücks mit seiner angebeteten Inês de Castro. Auch die königlichen Cortes versammelten sich hier mehrfach, etwa 1393, nach Abschluss der Portugiesische Revolution von 1383, als das nunmehr weiterhin unabhängige Portugal erste Verträge mit Kastilien abschloss. In der Folge ergab sich die heutige Ortsbezeichnung.
Am 1. Juli 2003 wurde Serra d’El-Rei zur Kleinstadt (Vila) erhoben.

## Verwaltung
Serra d’El-Rei ist Sitz einer gleichnamigen Gemeinde (Freguesia) im Kreis (Concelho) von Peniche im Distrikt Leiria. In ihr leben 1342 Einwohner auf einer Fläche von 9 km² (Stand 19. April 2021).
In der Gemeinde liegt nur die gleichnamige Ortschaft.

## Sehenswürdigkeiten
Drei denkmalgeschützte Baudenkmäler befinden sich in der Gemeinde Serra d’El-Rei:
- Der Mitte des 14. Jh. errichtete Palácio da Serra d'El-Rei, nach seinem Erbauer (König Dom Pedro) auch Paço de D. Pedro I, beherbergt heute das Heimatmuseum Museu da Serra d'El Rei[5]
- Die im 16. Jh. errichtete, mehrfach veränderte Gemeindekirche Igreja Paroquial de Serra d'El-Rei, nach ihrem Schutzpatron auch Igreja de São Sebastião.[6]
- Das Conjunto de moinhos no Lugar de Mós ist eine Gruppe alter Windmühlen, die teils bis heute in Betrieb sind.[7]